# Vin muté

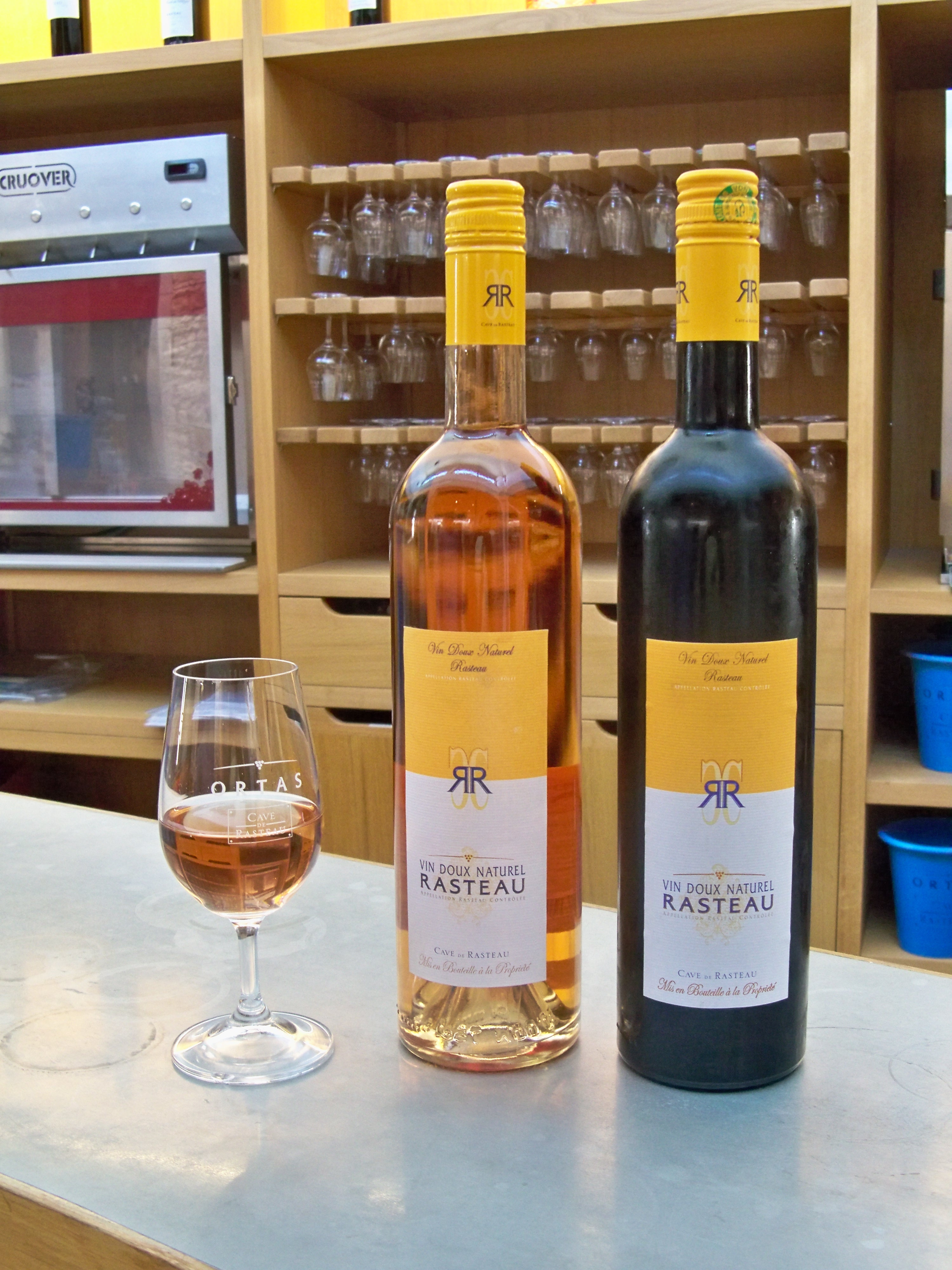
Rasteau (VDN)

Un vin muté est un moût de raisin dont la fermentation alcoolique a été bloquée par mutage à l'alcool éthylique (eau-de-vie de vin essentiellement) ou encore parfois au soufre, pour conserver son sucre résiduel et son fruité.
Il en existe deux types :
- les vins doux naturels dont la fermentation alcoolique du moût est arrêtée après son commencement,
- les vins de liqueur (ou mistelle de raisin) dont la fermentation alcoolique du moût est empêchée.

## Histoire
La méthode du mutage est assez ancienne. Elle est élaborée par Arnaud de Villeneuve, au XIIIe siècle, initialement afin d'améliorer la conservation lors du transport. Elle a permis de faciliter la maîtrise de la vinification. Ces vins mutés sont traditionnellement produits en bord de la Méditerranée. En effet, les cépages cultivés dans les régions du sud de la France, en Espagne, en Italie, en Grèce, étant plus résistants aux climats chauds et secs, contiennent plus de sucre à maturité. Les cépages traditionnellement utilisés sont le muscat, le grenache, le macabeu ou le malvoisie. Cela induit un taux de sucres, et donc d'alcool dans le produit fini, plus important, plus fort en degré.

## Méthode
Le mutage ayant pour effet de bloquer la fermentation en cours de processus, le taux d'alcool dans le produit final est moins important, avec une conservation des sucres du raisin.
- Pour les vins doux naturels, l'ajout d'alcool se fait en cours de fermentation.
- Pour les vins de liqueur, le mutage est fait en début de processus de fabrication. Ce procédé garde l'intégralité du sucre du raisin, la fermentation de celui-ci étant bloquée dès le départ, et le degré d'alcool du produit fini dépend uniquement de celui de la liqueur ajoutée.

## Les différents vins mutés

### Vin doux naturel
Les vins doux naturels français les plus connus sont le Muscat de Beaumes-de-Venise, en vallée du Rhône, le Muscat de Frontignan, en Languedoc, ou le Banyuls et le Rivesaltes, en Roussillon. D'autres produits, dans ces mêmes régions, ainsi que le Muscat du Cap-Corse, sur l'île de Beauté, sont disponibles à la consommation. Au Portugal, le madère et le porto sont deux vins doux naturels.
En France (Provence) et Italie (Marches, Abruzzes) on produit du vin cuit en concentrant le moût par chauffage avant mutage. 

### Vin de liqueur
Les régions françaises les plus connues pour la production de vins de liqueur sont les Charentes (vignoble des Charentes) avec le pineau, la Gascogne (vignoble de Gascogne) avec le floc, la Normandie avec le pommeau et le Jura avec le macvin. Une production de vin de liqueur existe également au Québec, avec l'ajout notamment de brandys.

## Législation française
Le processus est contrôlé légalement par l'article 416 du code général des impôts, modifié par Loi no 81-1160 du 30 décembre 1981 - art. 37 (Sorti au Journal officiel du 31 décembre 1981 et entré en vigueur le 1er janvier 1982.